# Памятник Ленину (Ереван)

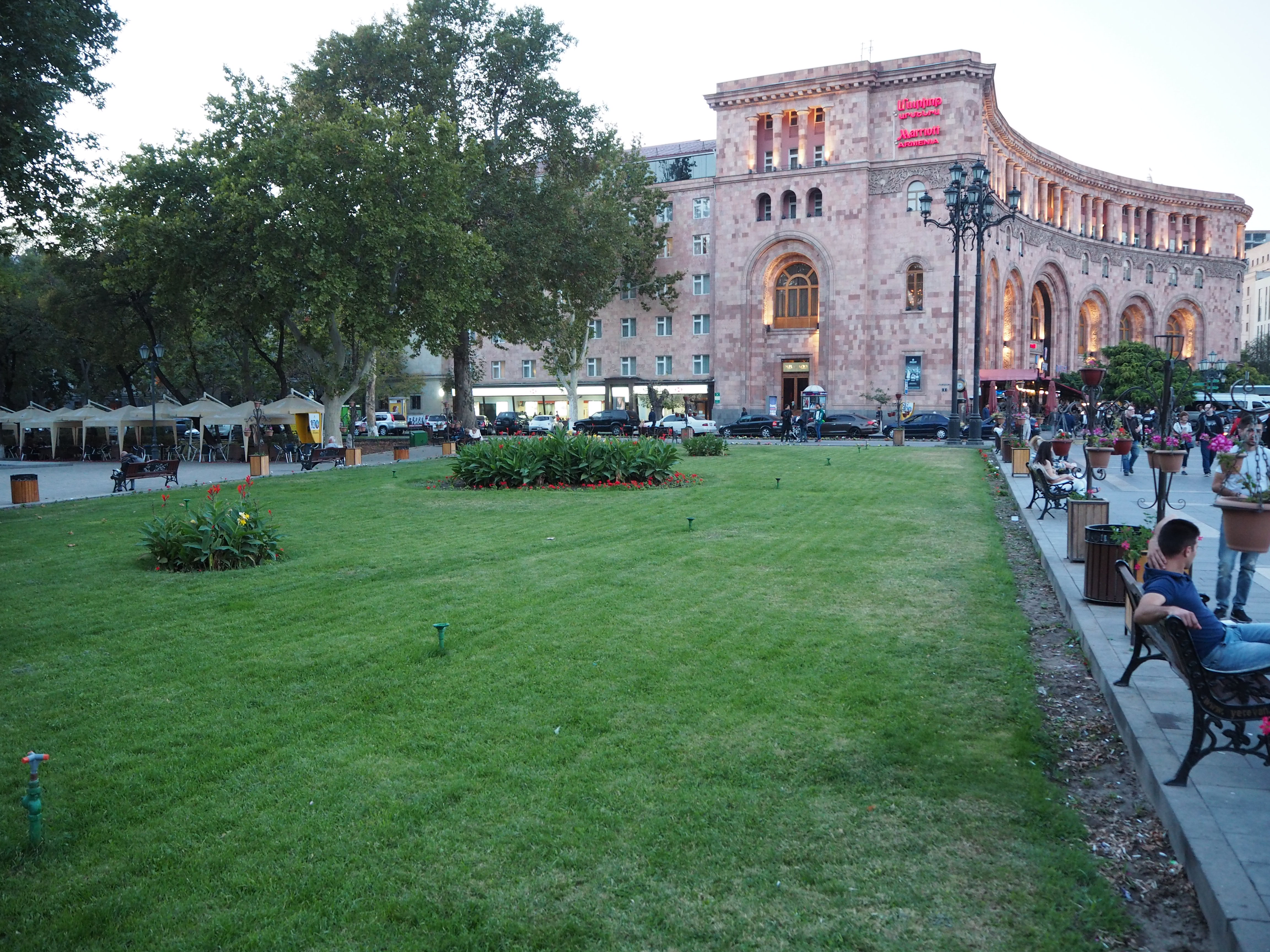
Место, где находился памятник Ленину

Памятник В. И. Ленину в Ереване был установлен 24 ноября 1940 года на площади Ленина (ныне площадь Республики). Авторы монумента — скульптор С. Д. Меркуров, архитекторы Н. Ф. Паремузова и Л. С. Вартанов. 13 апреля 1991 года памятник был снесён.

## История
В конце 1920-х годов на ереванской площади Ленина был установлен небольшой обелиск из полированного джархечского конгломерата, изготовленный по чертежам А. О. Таманяна. На обелиске была надпись: «Здесь будет установлен памятник вождю Великой Октябрьской социалистической революции…».
В 1931 году проводился закрытый конкурс строительство Дворца труда на площади Ленина. Первое место в конкурсе заняла группа архитектора Г. Б. Кочара. Проект предусматривал установку памятника Ленину на площади перед Дворцом труда. Фигура Ленина должна была быть ориентирована на юг.
В дальнейшем от строительства Дворца труда отказались. Более поздние проекты предусматривали памятник Ленину на южной стороне площади, у её соединения с городским бульваром. Впоследствии там памятник и был установлен.
В 1937 году вопрос установки на площади памятника Ленину стал активно обсуждаться. В 1938 году был проведён всесоюзный открытый конкурс проектов памятника. По его итогам было решено поручить работу над памятником известному скульптору С. Д. Меркурову. Архитектурной частью памятника занялись молодые тбилисские архитекторы, супруги Н. Ф. Паремузова и Л. С. Вартанов.
Изначально планировалось изготовить скульптуру Ленина из литой бронзы высотой 7,2 м. Меркуров отказался выполнить бронзовую скульптуру такого большого размера, а предлагал сделать бронзовую либо гранитную фигуру высотой 5 м. Однако размеры памятника были связаны с пропорциями площади, и главный архитектор города настаивал на семиметровой скульптуре. В итоге Меркуров согласился изготовить скульптуру Ленина высотой 7 м из кованой меди.
Работа над памятником началась летом 1939 года. Он был торжественно открыт 24 ноября 1940 года — к 20-летию установления в Армении советской власти.
У основания постамента памятника была устроена трибуна для правительства и гостей. Изначально трибуну планировалось украсить барельефами с сюжетами об этапах борьбы за установление советской власти. Но в итоге в 1948 году на фронтоне трибуны было размещено изготовленное из полированного красного порфира знамя — символ революции.
Ежегодно 1 мая и 7 ноября на трибуну памятника поднимались руководители Армянской ССР, принимавшие военный парад и демонстрацию трудящихся. В годы празднования юбилеев Советской Армении (1961, 1970, 1980) к трибуне добавлялась деревянная пристройка, поскольку в Ереван приезжали руководители союзных республик, и она не могла вместить всех гостей.
В феврале 1991 года во время манифестации сторонников независимости Армении памятник облили краской. 28 марта сессия Ереванского городского совета приняла решение о демонтаже памятника. 13 апреля 1991 памятник был снесён при большом скоплении народа. Предварительно по конструктивным соображениям была отделена голова скульптуры, затем подъёмный кран снял памятник с пьедестала. С тех пор фигура Ленина лежит во дворе Национальной картинной галереи, а его голова — на складе.
Постамент с трибуной простоял ещё несколько лет. Несмотря на то, что ряд общественных деятелей выступал за его сохранение как произведения искусства, в 1996 году постамент был снесён решением правительства Армении. Сейчас на его месте находится лишь газон.

## Описание
Памятник Ленину располагался на планировочной оси площади и играл важную роль в её композиции. Памятник стоял на фоне крон деревьев бульвара, а вдали возвышался Арарат.
Памятник прямоугольный в плане (40×15 м). Он состоял из развитого горизонтального стилобата, в центральной части которого находилась мемориальная стена, трибуна и высокий пьедестал со скульптурой Ленина (общая высота 19,5 м).
К стилобату памятника вели четыре широкие гранитные лестницы, отвечающие масштабу сооружения и площади в целом. По периметру композиции располагался низкий гранитный борт, завершённый карнизом из резного ереванского базальта. Пьедестал памятника стоит на кубическом цоколе, по бокам которого находились мемориальные стены. У подножья пьедестала на небольшом возвышении (1,05 м) — центральная трибуна, по бокам от неё — гостевые трибуны, вмещавшие до 300 человек. Снаружи стена центральной трибуны облицована гранитом, профили карниза и цоколя отделаны лабрадоритом. Фронтон трибуны был украшен горельефом в виде развевающегося красного знамени Маркса—Энгельса—Ленина—Сталина, изготовленного из пурпурного порфира. Знамя было сделано асимметричным и обращено влево — по ходу движения парадов, проводившихся на площади. Фасадная часть мемориальных стен была украшена двухступенчатыми нишами.
Вестибюль центральной трибуны расположен в кубическом цоколе пьедестала. По углам пьедестала располагались трёхчетвертные колонны, поддерживавшие антаблемент с богато украшенным карнизом. Колонны завершались капителями с волютами. Пьедестал и колонны плавно сужались кверху. В стенах пьедестала находились треугольные в плане ниши. Всё это придавало пьедесталу лёгкость и устремлённость вверх. Его каркас был выполнен из монолитного железобетона.
Цветовая композиция памятника перекликается с тоном стен окружавших его зданий. Архитектурная его часть сделана преимущественно из тёмно-серого памбакского гранита, что хорошо сочетается с медной скульптурой. Орнаментальные украшения сделаны из светло-серого ереванского базальта. На центральной трибуне — красное порфировое знамя.
Скульптура Ленина имеет высоту 7,5 м. Она изготовлена из красной кованой меди толщиной 2 мм, патинированной под бронзу. Общий вес скульптуры вместе с металлическим каркасом составляет 2,7 т. Фигура Ленина полна динамики и устремлена вперёд. На нём одет пиджак, головной убор отсутствует. Левая рука выдвинута вперёд, в правой зажат свёрток газет. Ленин как будто обращается к народу с речью.
Интерьер вестибюля центральной трибуны был отделан мрамором различных разновидностей. Стены и потолок были облицованы агамзалинским ониксом, имеющим тон от янтарного до дымчатого. На высоту дверных проёмов стены опоясывал багет янтарного цвета. Дверные проёмы были обрамлены медными прутьями. Завершались стены лёгким карнизом. В центре потолка находилась люстра из кованой медной проволоки с богатым орнаментом. Пол вестибюля был декорирован мраморными мозаичными орнаментами, сделанными по мотивам армянских миниатюр и древней книжной графики. Двери вестибюля, выходящие на площадь и к бульвару, были сделаны из кованой листовой меди.